# Jilemnicko
Jilemnicko - svazek obcí je dobrovolný svazek obcí v okresu Semily, jeho sídlem je Jilemnice a jeho cílem je vzájemná spolupráce a koordinace činností v oblasti rozvoje regionu. K jeho založení došlo v roce 2000, kdy zastupitelstva některých obcí rozhodla o vzniku „Sdružení  obcí - Jilemnicko“. Zároveň bylo zadáno zpracování „Koncepce rozvoje mikroregionu Jilemnicko“. Postupně se ke Sdružení připojily všechny obce v okolí Jilemnice, pro které Město Jilemnice vykonává přenesenou působnost. Nic ale není tak jednoduché, jak se na první pohled zdá, proto si změny zákonů vynutily v roce 2001 transformaci „Sdružení obcí Jilemnicko“ na „Jilemnicko – svazek obcí“. Svazek převzal veškeré aktivity sdružení a pokračuje v činnosti i v současné době, kdy jeho základnu tvoří všech 21 obcí z ORP Jilemnice.

## Obce sdružené v mikroregionu
- Benecko
- Bukovina u Čisté
- Čistá u Horek
- Horní Branná
- Horka u Staré Paky
- Jablonec nad Jizerou
- Jestřabí v Krkonoších
- Jilemnice
- Kruh
- Levínská Olešnice
- Martinice v Krkonoších
- Studenec
- Svojek
- Mříčná
- Paseky nad Jizerou
- Peřimov
- Poniklá
- Rokytnice nad Jizerou
- Roztoky u Jilemnice
- Víchová nad Jizerou
- Vítkovice